# Туманность Ведьмина Метла
Тума́нность Ве́дьмина Метла́ (англ. Witch's Broom), также Нитевидная туманность (англ. Filamentary Nebula), Перистая туманность (англ. Cirrus Nebula), Кружевная туманность (англ. Lacework Nebula), NGC 6960, LBN 191 — остаток сверхновой в созвездии Лебедя. Является частью туманности Вуаль (с западной стороны). Почти по центру располагается звезда 52 Лебедя, видимая невооружённым глазом, однако она никак не связана с этой древней туманностью.
Этот объект входит в число перечисленных в оригинальной редакции «Нового общего каталога».